# André Beaumont
Pour les articles homonymes, voir Conneau.

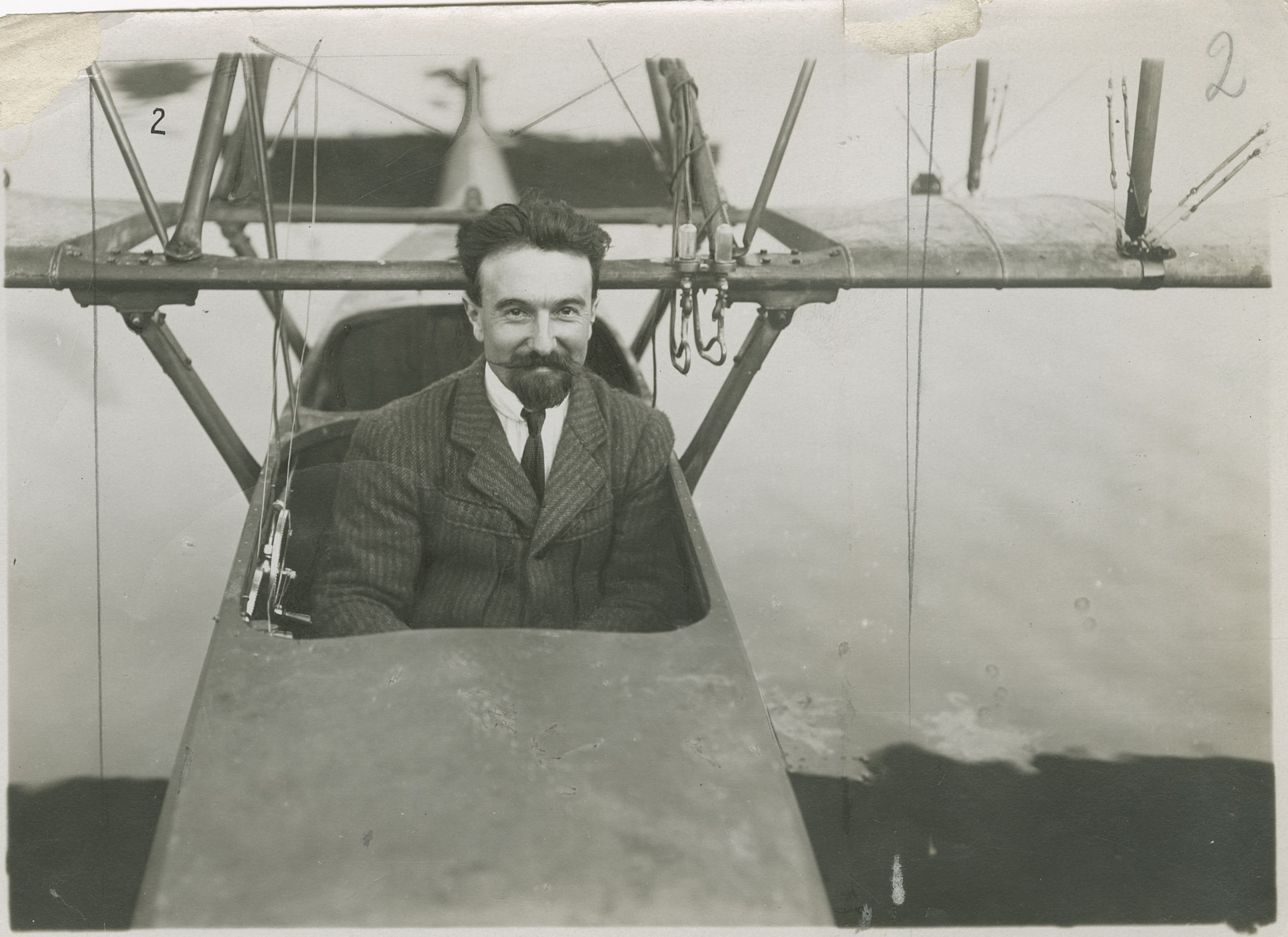
André Beaumont en 1910.

André Beaumont, pseudonyme de Jean Louis Conneau, né le 8 février 1880 à Lodève et mort le 11 août 1937 à Lodève, est un aviateur français.

## Biographie
André Beaumont est diplômé de l'École supérieure d'aéronautique en 1910. Il obtient son brevet de pilote civil (n° 322) à l'école Blériot de Pau le 3 décembre 1910. Il obtiendra ensuite le brevet militaire no 40. Le 10 avril 1911, il réalise le trajet Pau-Villacoublay sur un avion Blériot. Il participe en mai à la course aérienne Paris-Madrid.
Il remporte en 1911 trois des épreuves aéronautiques les plus dures : 
- Paris-Rome (1 465 km) en mai
- le premier Circuit d'Europe en juin, dans des conditions très dures : sur les 40 aviateurs au départ de Vincennes le 18 juin 1911, seuls 9 arrivent à destination.
- et le Tour d'Angleterre et d'Écosse (Round Britain Race) en juillet.

Pour ce qui est du tour d'Angleterre, totalisant 1600 kilomètres, il est arrivé en tête du classement devant Védrines, ayant été le plus rapide à couvrir le parcours avec son monoplan Blériot, à moteur Gnome et bougies Oléo, il remporte ainsi un prix de 250 000 francs offert par le journal le Daily Mail.
En juin 1912, il prend la direction technique des hydravions Donnet-Lévêque. Il effectue des essais de décollage et d'atterrissage sur une plate-forme de 40 mètres de long sur 15 de large, et met en pratique la théorie de la crosse d'appontage lorsqu'il accroche des cordes tendues entre des sacs de sable. En 1915, il est nommé lieutenant de vaisseau. Il est membre de l'Aéro-Club de France.
Il est domicilié 89 rue de la Pompe et 16 rue de Siam à Paris.

## Distinctions
- Officier de la Légion d'honneur (1933) ; chevalier en 1911
- Chevalier de l'ordre des Saints-Maurice-et-Lazare (décret du 4 juin 1911)[4]

## Œuvres
- Mes trois grandes courses, Hachette, Paris, 1912.